# Porta Fontebranda
Die Porta Fontebranda ist ein Stadttor in Siena und Teil der Stadtmauern von Siena.

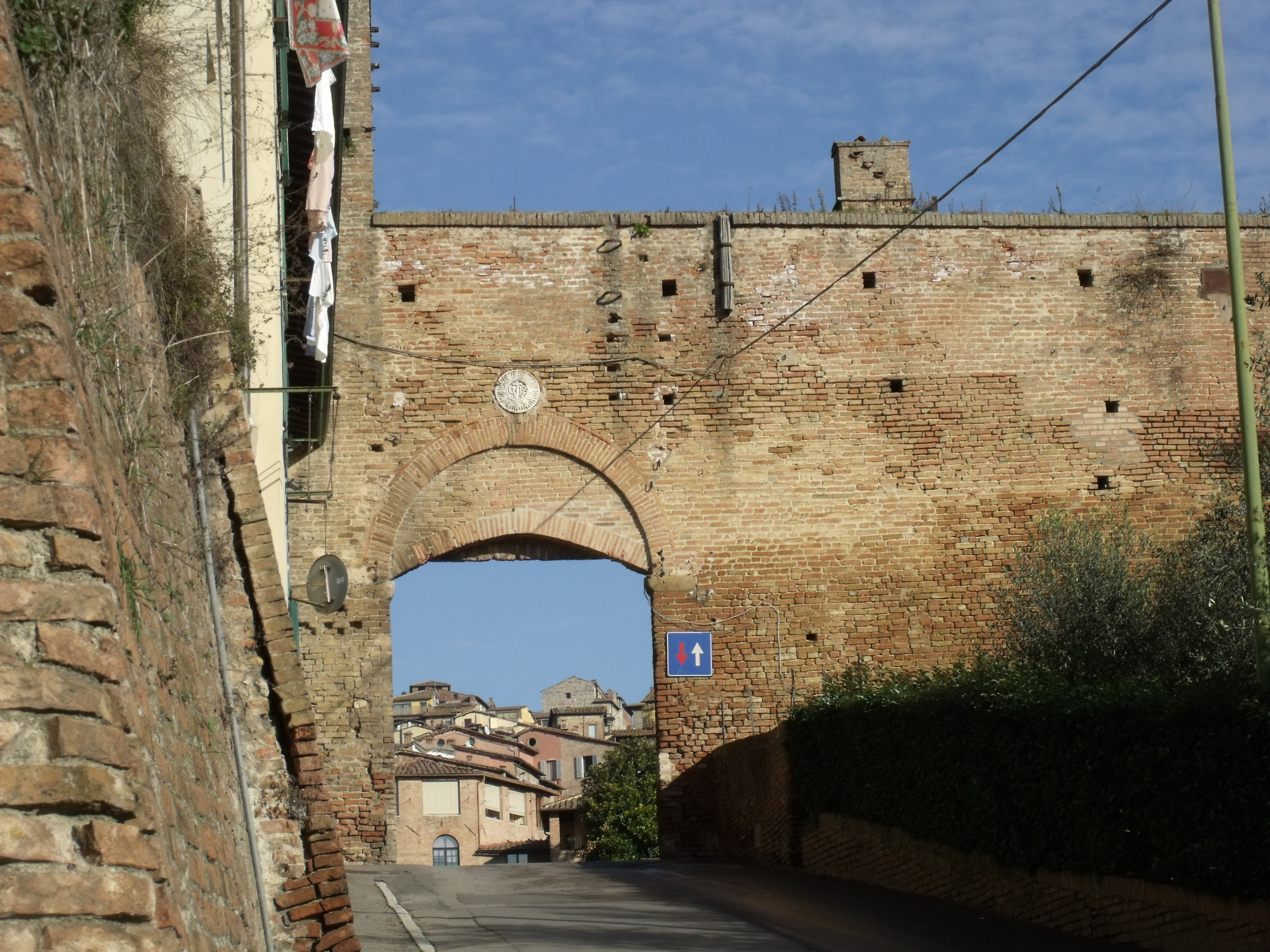
Außenfassade der Porta Fontebranda

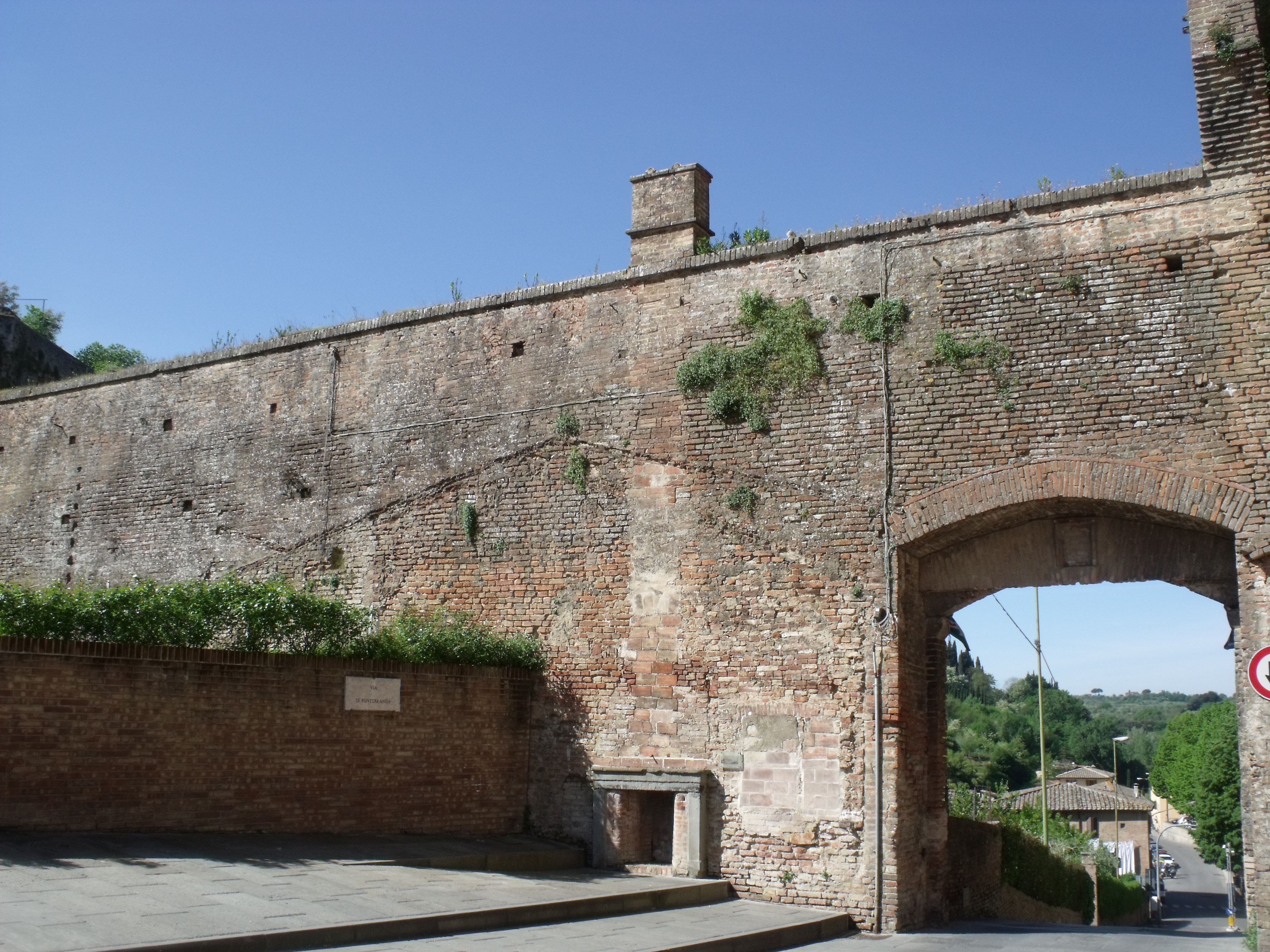
Innenansicht der Porta Fontebranda, links der Kamin und die Dacheinkerbungen des ehemaligen Zollhauses

## Lage
Das Stadttor Porta Fontebranda liegt im südwestlichen Teil von Siena am Ende der Via Fontebranda. Die weiterführende Straße nach dem Stadttor heißt Via Esterna di Fontebranda. Das Stadttor liegt im Stadtdrittel Terzo di Città in der Contrada Oca (Gans). Es liegt im Tal Vallechiara (heute eher unter Fontebranda bekannt) zwischen den Brunnen Fontebranda (innerhalb der Stadtmauern, heute noch vorhanden) und Fonte Vetrice (außerhalb der Stadtmauern, heute nicht mehr vorhanden). Die Porta Fontebranda ist der tiefste Punkt innerhalb der seneser Stadtmauern, sie liegt bei 288 m und damit 73 m unter dem höchsten Punkt der Stadt (San Quirico, 361 m) und 32 m unterhalb des Rathauses (Palazzo Pubblico, 320 m). Im Stadtmauerring liegt das Tor zwischen der Porta San Marco (Porta Laterina als nicht von außen zugängiges Stadttor ausgeschlossen) und der Fortezza Medicea (Fortezza Santa Barbara). Namensgebend für das Tor ist der ca. 100 m nördlich gelegene Brunnen Fontebranda (Fonte Branda). Dieser wurde erstmals 1081 dokumentiert, lag aber weiter nördlich und somit höher als der heutige Brunnen. Der am heutigen Ort gelegene Brunnen entstand ab 1193 durch Bellamino und wurde 1246 durch Giovanni di Stefano neu errichtet. Weitere Ausbauarbeiten wurden 1296 durchgeführt, hierbei wurden zwei weitere Torbögen hinzugefügt.

## Aufbau
Die Porta Fontebranda ist ein sekundäres Stadttor und daher weniger befestigt als die Haupttore Porta Romana, Porta Pispini, Porta Ovile und Porta Camollia (damals mit der Festung Castellaccia di Camollia versehen und zerstört worden, existiert heute nur noch als repräsentatives Tor). Auf der Außenfassade ist das IHS-Symbol des Bernhardin von Siena angebracht. An der Innenseite (links) befand sich das Zollhaus (Gabelluccio del dazio), von dem heute nur noch der Kamin vorhanden ist, das Dach sich aber an den Einkerbungen an der Stadtmauerinnenseite nachvollziehen lässt. Über dem Tor befand sich früher ein Turm (Torrione oder Torretta genannt), der mindestens bis ins 18. Jahrhundert existierte, heute aber nicht mehr vorhanden ist. Vor dem Stadttor befand sich zudem ein Vortor, welches zum Tiermarkt am Brunnen Fonte della Vetrice, ebenfalls schon 1081 dokumentiert, führte. Dieser lag am heutigen Parkplatz (Parcheggio Santa Caterina). Das im Volksmund Porta Vetrice genannte Vortor (die eigentliche Porta Vetrice, auch Porta dei Canonici genannt, lag hinter dem Hospital Santa Maria della Scala an der heutigen Via del Fosso di Sant’Ansano und wurde 1313 geschlossen, bildete aber einen Zugang zu dem Brunnen Fonte della Vetrice) war vom Erscheinungsbild der Porta Fontebranda ähnlich und hieß Antiporta di Fontebranda oder Porta di Fontebranda esterna. Dieser Vorbau des Stadttores direkt am Tiermarkt diente in erster Linie dem Zoll und nicht militärischen Zwecken.

## Geschichte

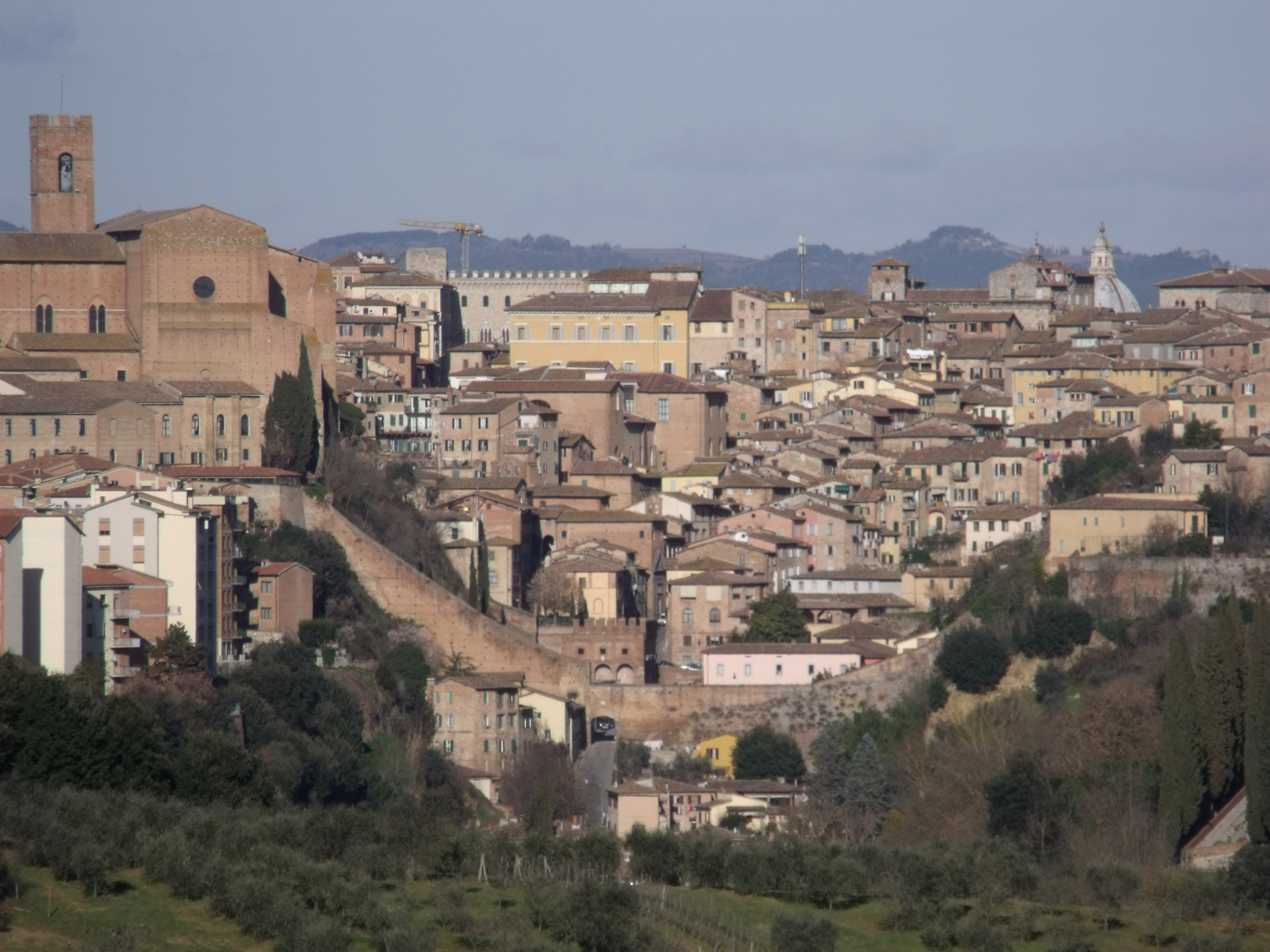
Panorama des Vallechiaratals mit der Porta Fontebranda, links die Basilica di San Domenico

Das Tor entstand im Zuge der dritten Erweiterung der mittelalterlichen Stadtmauern, um den wichtigen und von bewaffneten Wächtern bewachten Brunnen Fontebranda innerhalb der Stadtmauern zu haben. Der damals neben der Fonte Gaia am Piazza del Campo zweitwichtigste Brunnen der Stadt diente mit seinen drei Becken als Wasserversorgung für die Bevölkerung (das Becken des heute noch erhaltenen Hauptgebäudes), zur Tiertränkung (links angrenzendes Becken, noch in Ansätzen erkennbar) und der in dem Ortsteil ansässigen Färber-, Gerber und Wollinnung (Tintori, Conciatori und Arte del Lana, drittes Becken, heute nicht mehr vorhanden).
Erstmals erwähnt wird das Stadttor im Jahre 1230 in den Haushaltsbüchern (Biccherna) der Stadt Siena, als der Mauerer Giovanni di Galigario bezahlt wurde. Neunzehn Jahre später erscheint ein Serafino in den Dokumenten, der ebenfalls Geld von der Stadt für Maurerarbeiten erhielt 1252 wurde das Tor verstärkt, die Stadtmauern links und rechts des Tores aber erst zwischen 1255 und 1257 fertiggestellt. Die Brunnen von Fontebranda und Fonte della Vetrice wurden 1259 mit den Wässerungsstationen ausgestattet. Im Jahre 1299 wird es als Porta di Fonte Branda unter den Stadttoren des Terzo di Città aufgelistet, der nun außerhalb der Stadtmauern liegende Brunnen Fonte di Vetrice verlor an Bedeutung und war schon 1304 in kritischem Zustand. Die Compagnia Militare di Sant’Antonio aus der Kirche Sant’Antonio Abate war um 1355 für die Bewachung des Tores zuständig. Die Kirche selbst befand sich auf dem Gebiet des heutigen Santuario di Santa Caterina und wurde 1939 abgerissen, um dem Portico dei Comuni d’Italia zu weichen.
Geschichtliche Bedeutung erlangte das Stadttor, als von hier aus unter Alessandro Politi der Gegenangriff gestartet wurde, der die Belagerung der Stadt durch Florenz mit der Battaglia di Camollia am 25. Juli 1526 beendete. Während der Belagerung von Siena (1554–1555) durch die Spanier und Florenz wurden durch die Porta Fontebranda am 5. Oktober 1554 250 unnütze Mäuler (bocche inutili oder bocche disutili genannt) von Santa Maria della Scala, meist Waisenkinder, aus der Stadt gebracht. Wenig später, am Anfang November 1554, wurde das Stadttor zugemauert und erst später wieder geöffnet.

## Verkehr
Die Porta Fontebranda liegt innerhalb der verkehrsberuhigten Zone (ZTL – Zone a traffico limitato), daher ist ihre Durchfahrt nur mit Erlaubnis gestattet.

## Trivia
Der Brunnen von Fontebranda wurde von Dante Alighieri in seiner Göttlichen Komödie (Inferno/Hölle, 30. Gesang, 78) als schönster Quell der Welt bezeichnet.

## Bilder

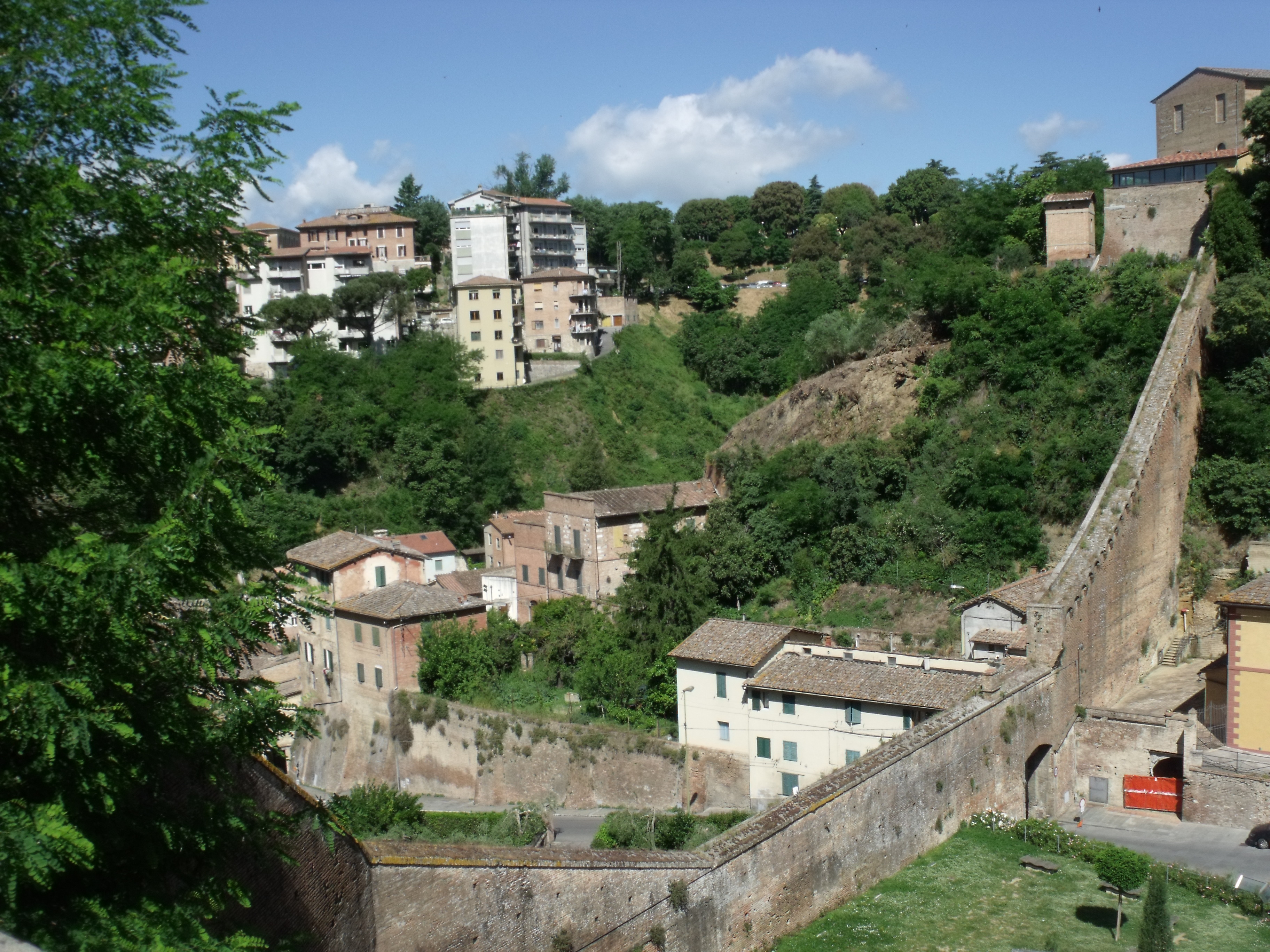
Die Stadtmauern mit der Porta Fontebranda
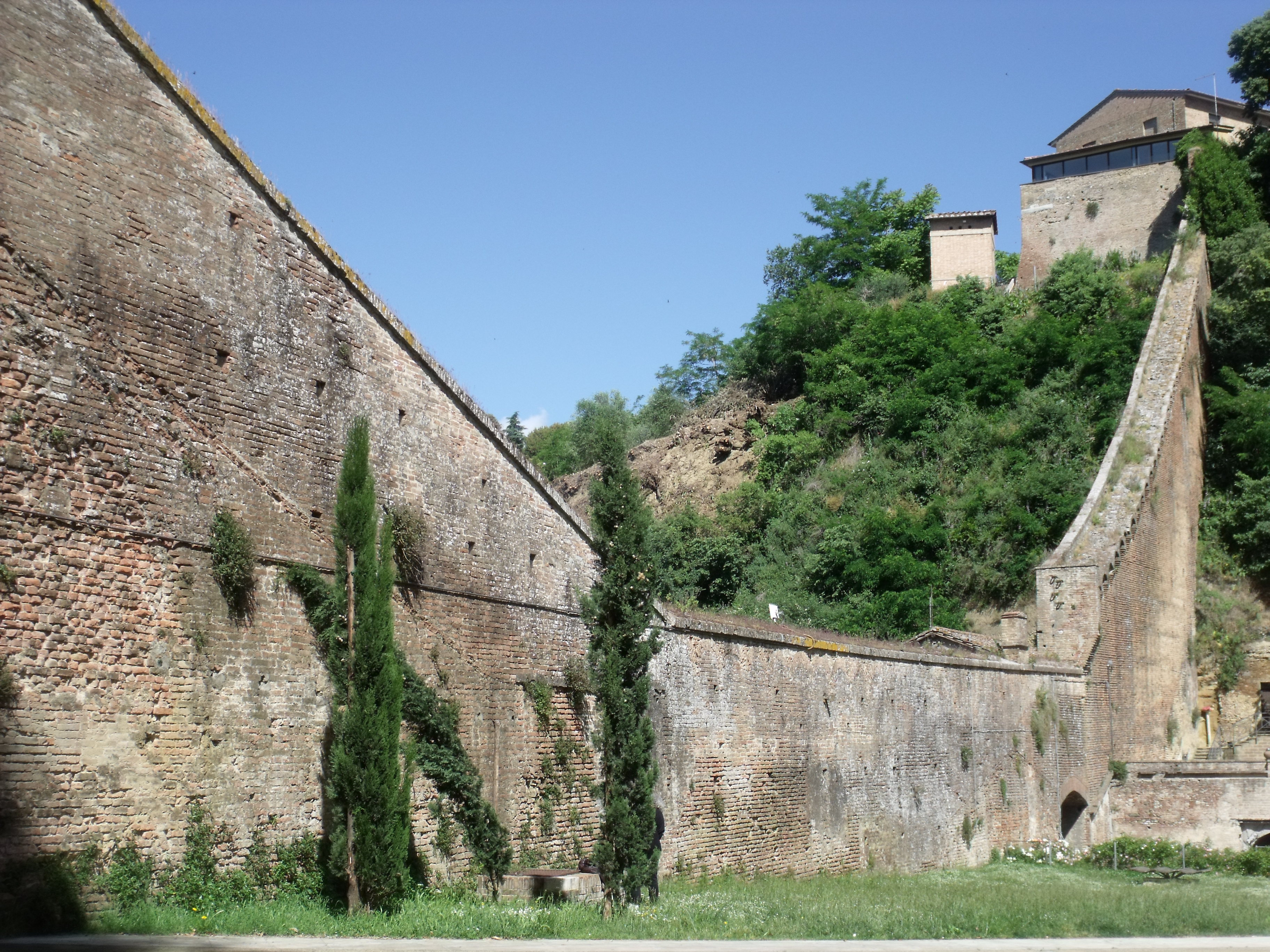
Die Stadtmauern mit der Porta Fontebranda
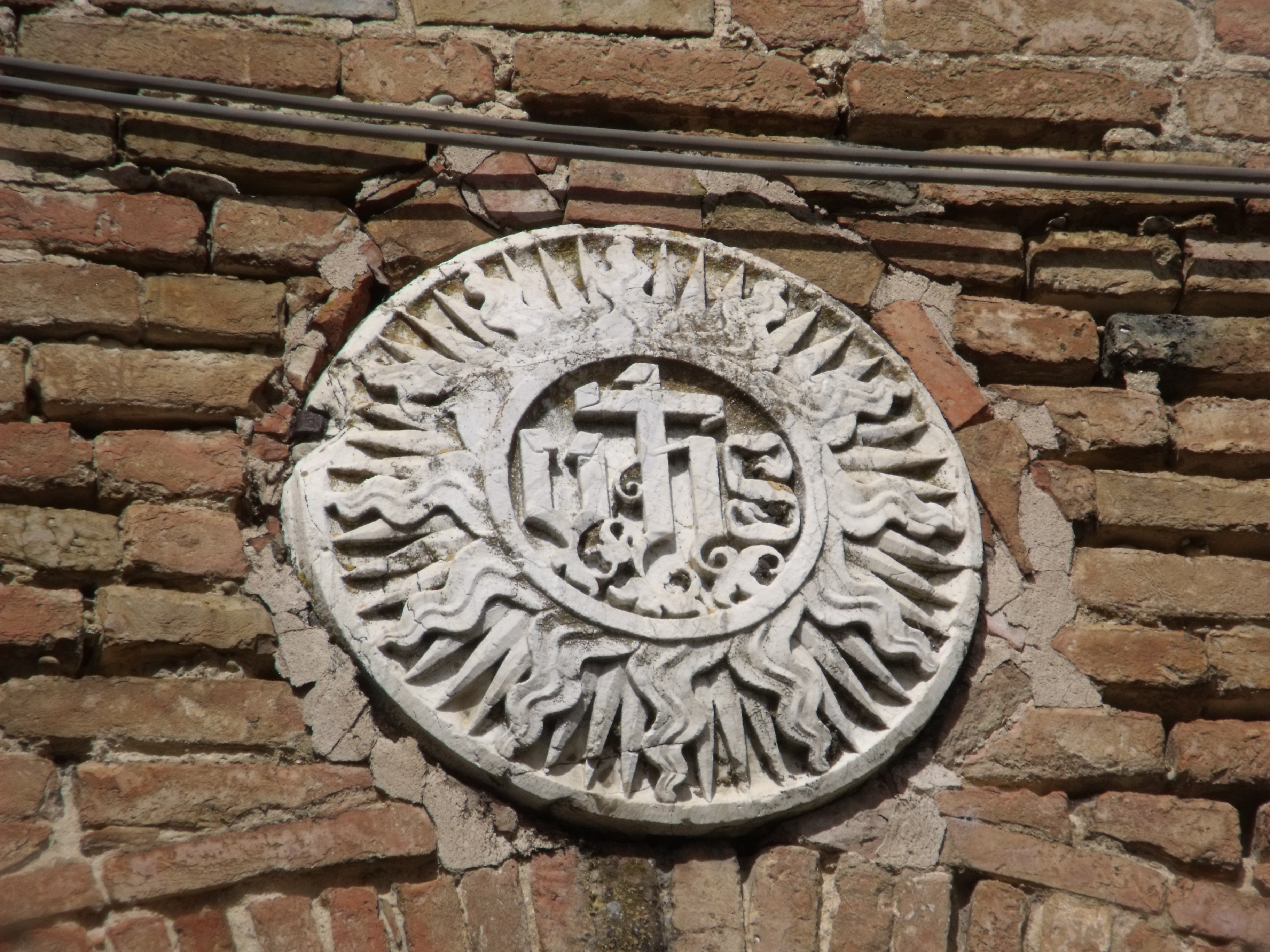
Das IHS-Symbol des Bernhardin von Siena an der Außenseite des Stadttores
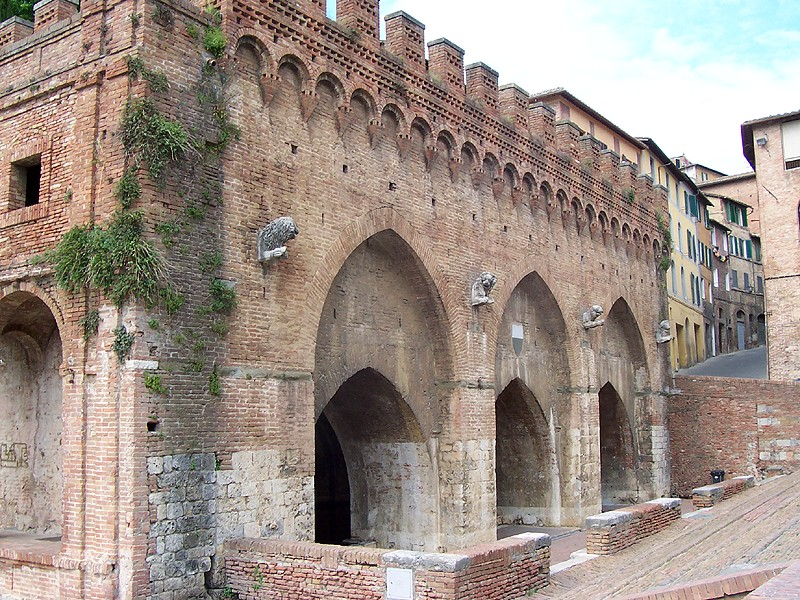
Der namensgebende Brunnen Fontebranda unweit nördlich des Stadttores